# Pointe du Grand Minou
 (novembre 2020).
Si vous disposez d'ouvrages ou d'articles de référence ou si vous connaissez des sites web de qualité traitant du thème abordé ici, merci de compléter l'article en donnant les références utiles à sa vérifiabilité et en les liant à la section « Notes et références ».

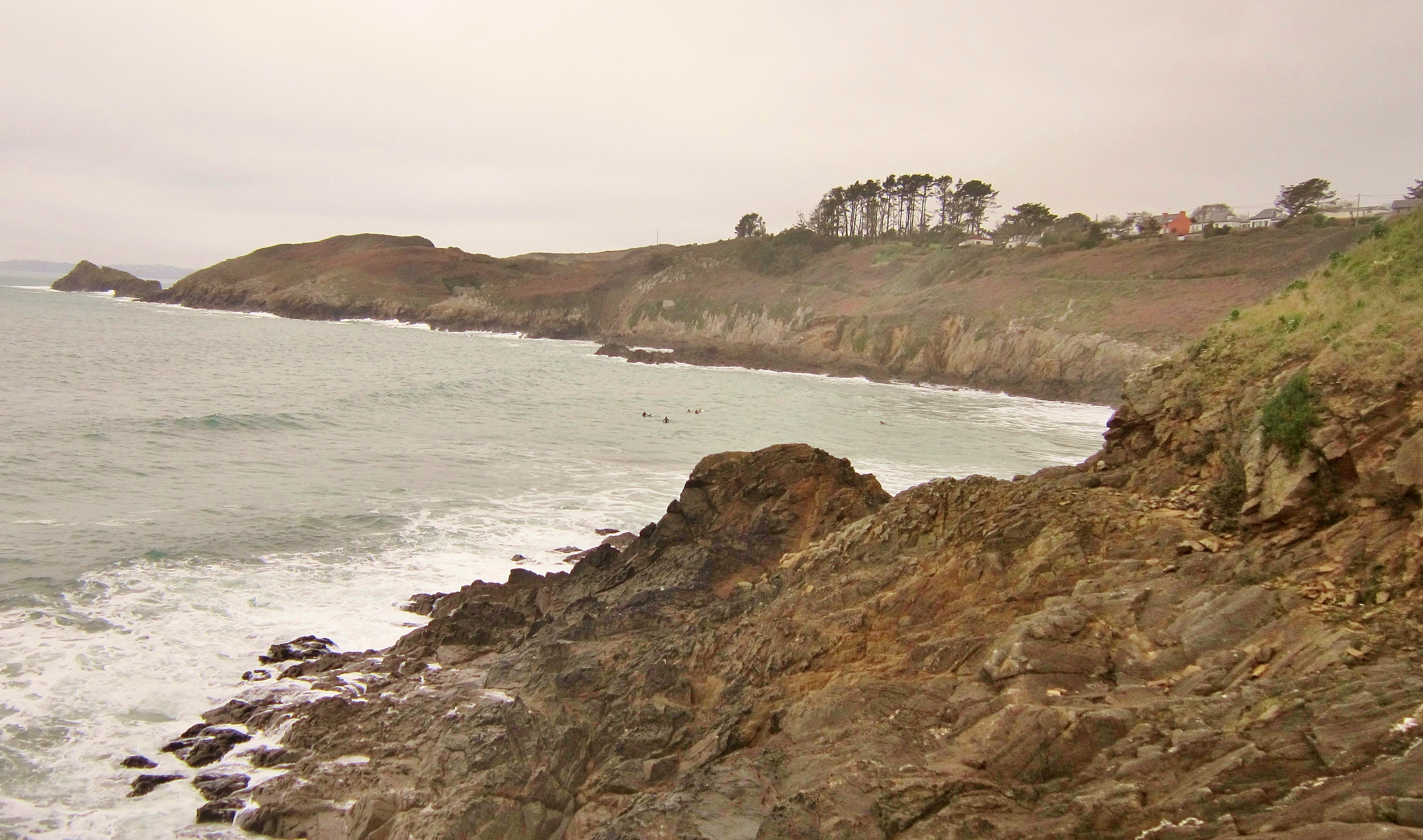
La Pointe du Grand Minou vue depuis la Pointe du Petit Minou (en Plouzané).

La pointe du Grand Minou est un site naturel du littoral de Locmaria-Plouzané, dans le Finistère, en Bretagne, en France.
Il se situe juste à l’ouest de la pointe du Petit Minou et de son phare qui marquent l’entrée nord du Goulet et de la rade de Brest.
À partir de la fin du XVIIe siècle, plusieurs forts et batteries, qui font partie des défenses de la rade de Brest, sont disséminés entre ce cap et l’anse de Bertheaume,. 